# Julia Hölscher
Julia Hölscher (* 1979 in Stuttgart) ist eine deutsche Theater- und Hörspielregisseurin.

## Leben
Hölscher studierte zunächst Gesang und anschließend Regie an der Theaterakademie Hamburg. 2007 wurde sie für ihre Inszenierung von »Das Mädchen aus der Streichholzfabrik« nach Aki Kaurismäki beim 4. Körber Studio Junge Regie als beste Nachwuchsregisseurin ausgezeichnet. Von 2009 bis 2013 war sie Hausregisseurin am Staatsschauspiel Dresden, von 2015 bis 2020 am Theater Basel, wo sie u. a. Mozarts Zauberflöte, Kleists Amphitryon und Hillings/Claudels Mittagswende in Szene setzte. Weitere Arbeiten entstanden u. a. am Schauspiel Hannover, Schauspiel Frankfurt, am Jungen Theater Taschkent in Usbekistan, am Düsseldorfer Schauspielhaus, am Theater Freiburg. Sie inszeniert seit 2013 auch im Musiktheater. 2018 war sie mit ihrer Frankfurter Inszenierung »Das hässliche Universum« von Laura Naumann zu den Autorentheatertagen am Deutschen Theater in Berlin eingeladen. Von 2019 bis 2021 war sie Hausregisseurin am Residenztheater in München. Im April 2022 inszenierte sie BLANK von Alice Birch am Deutschen SchauSpielHaus in Hamburg.
Julia Hölscher arbeitet regelmäßig als Hörspielregisseurin für Deutschlandfunk Kultur. Außerdem unterrichtet sie an der Theaterakademie Hamburg und an der Hochschule für Musik und Darstellende Kunst Frankfurt.

## Auszeichnungen
- 2007: Beste Nachwuchsregisseurin beim 4. Körber Studio Junge Regie[3]

## Inszenierungen (Auswahl)
- 2007: Ich bin nur vorübergehend hier von Tankred Dorst, Schauspiel Hannover
- 2008: Kasimir und Karoline von Ödön von Horváth, Theater Magdeburg
- 2009: Adam und Evelyn von Ingo Schulze, Staatsschauspiel Dresden
- 2010: Woyzeck von Georg Büchner, Hans Otto Theater Potsdam
- 2010: Das Käthchen von Heilbronn von Heinrich von Kleist, Staatsschauspiel Dresden
- 2011: Amphitryon von Heinrich von Kleist, Hans Otto Theater Potsdam
- 2011: Einsame Menschen von Gerhart Hauptmann, Staatsschauspiel Dresden
- 2012: Liliom von Ferenc Molnár, Staatsschauspiel Dresden
- 2013: Crusoe nach Motiven von Daniel Defoe und Michel Tournier, Oldenburgischen Staatstheater
- 2013: Fabian von Erich Kästner, Staatsschauspiel Dresden
- 2015: Schlafgänger von Dorothee Elmiger, Theater Basel
- 2016: Was ihr wollt von William Shakespeare, Theater Basel
- 2017: Mittagswende. Die Stunde der Spurlosen von Anja Hilling, Theater Basel
- 2017: Das hässliche Universum von Laura Naumann, Schauspiel Frankfurt
- 2018: Amphitryon von Heinrich von Kleist, Theater Basel
- 2020: Der starke Stamm von Marieluise Fleißer, Residenztheater München[4]
- 2022: Blank von Alice Birch, Deutsches Schauspielhaus Hamburg[2]

## Hörspiele (Auswahl)
- 2021: Laura Naumann: Das hässliche Universum (Regie) (Hörspielbearbeitung – Deutschlandradio)
  - Auszeichnung: Hörspiel des Monats Dezember 2021
- 2022: Jean-Michel Räber: Blut auf Holz (Regie) (Kriminalhörspiel – Deutschlandradio)

Quelle: ARD-Hörspieldatenbank